# Mesyatsia imanishii
Mesyatsia imanishii is een steenvlieg uit de familie vroege steenvliegen (Taeniopterygidae). De wetenschappelijke naam van de soort is voor het eerst geldig gepubliceerd in 1929 door Uéno.